# St. Pankratius (Westheim)

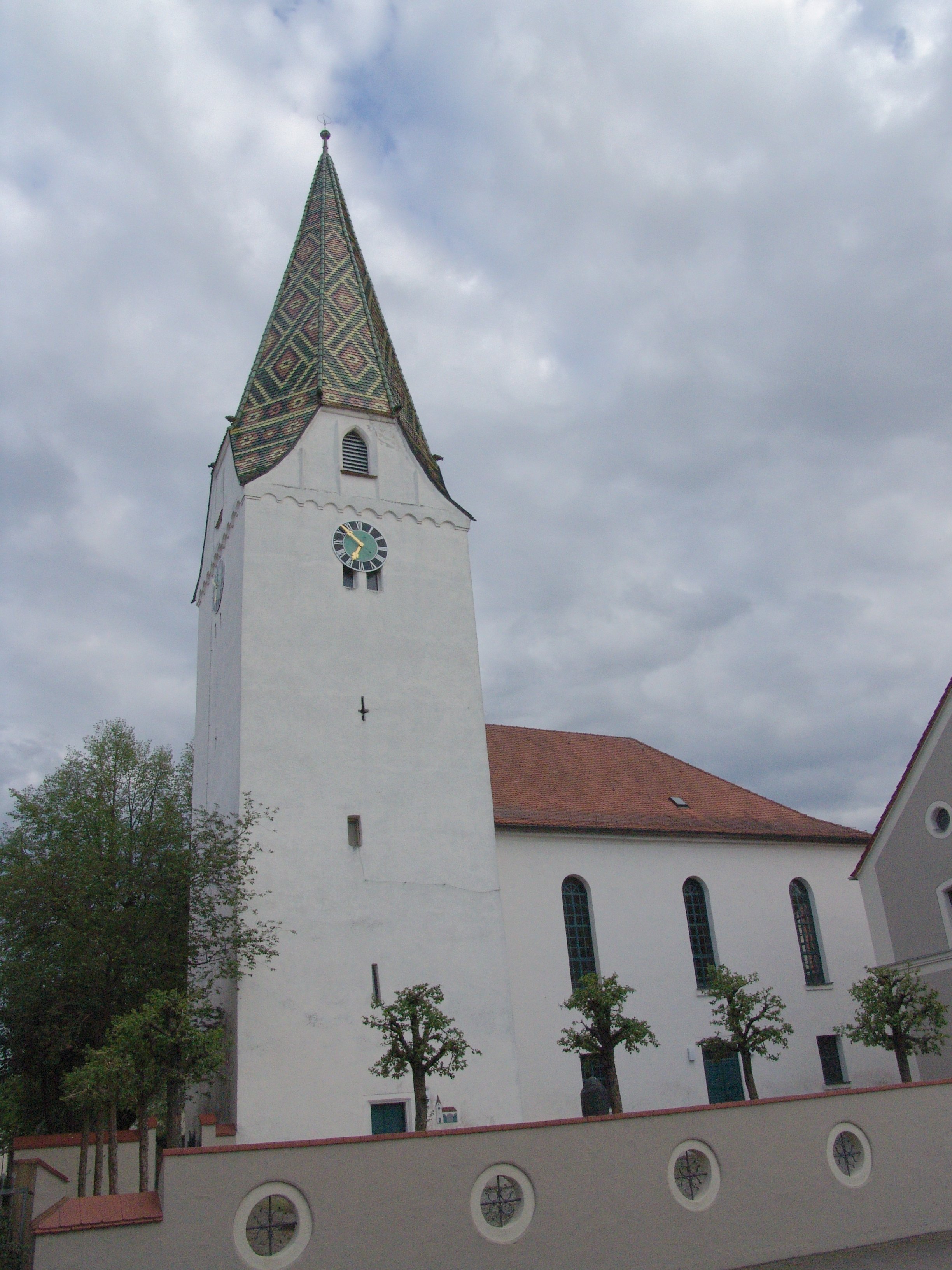
St. Pankratius im Mai 2012

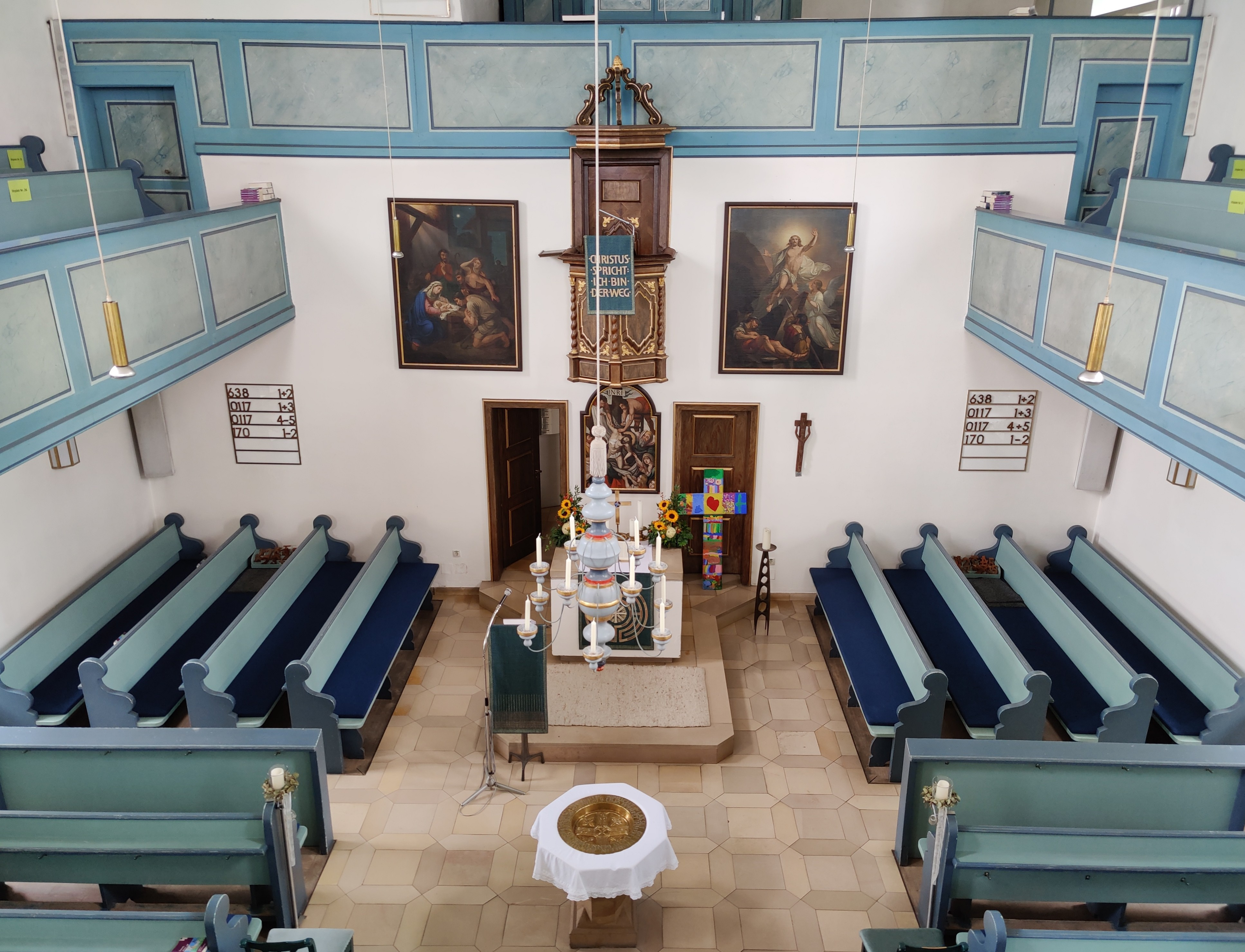
Innenraum (2021)

St. Pankratius ist eine evangelisch-lutherische Kirche in Westheim, einer Gemeinde im mittelfränkischen Landkreis Weißenburg-Gunzenhausen. Sie ist die Pfarrkirche des Dorfes im Evangelisch-Lutherischen Dekanat Heidenheim. Das Gebäude ist unter der Denkmalnummer D-5-77-179-1 als Baudenkmal in die Bayerische Denkmalliste eingetragen, die Vorgängerbauten der Kirche zusätzlich als Bodendenkmal (Nummer D-5-6929-0195). Benannt ist sie nach dem Heiligen Pankratius.

## Lage
Die Kirche steht in der Westheimer Ortsmitte auf einer Höhe von 518 Metern über NHN. Die Kirche verfügt über keine eigene postalische Adresse; sie liegt direkt an der Hauptstraße, welche hier ein Teil der Bundesstraße 466 ist, auf Höhe des Gebäudes Hauptstraße 19. Hinter dem Kirchengrundstück befindet sich ein Kindergarten, schräg gegenüber der Friedhof.

## Geschichte
Als Vorgängerbauten werden ein erster Kirchenbau, der vor 900 errichtet wurde, und ein zweites Kirchengebäude von vor 1100 vermutet. Für zwischen 1057 und 1075 ist eine Kirchenweihe unter Bischof Gundekar II. belegt. Zunächst besaßen die Edlen von Auhausen das Patronatsrecht, später die Herren von Truhendingen, ab 1376 das Kloster Heidenheim und schließlich die Markgrafen von Ansbach.
Das 27 Meter lange Langhaus wurde nach den Zerstörungen des Dreißigjährigen Kriegs ab 1680 neu aufgebaut, allerdings nicht mehr als Chorturmkirche, sondern als Saalkirche.
Von 1767 bis 1769 fanden kleine stilistische Änderungen durch Johann David Steingruber statt, dabei wurde unter anderem eine Westtür eingebaut. 1798 wurde das Langhaus erhöht und nach Westen verlängert. Zugleich wurde das Mansarddach durch ein Walmdach ersetzt.
Der im 15. Jahrhundert errichtete Kirchturm wurde von 1823 bis 1826 erneuert und aufgestockt. Der heute vierstöckige Turm weist eine Höhe von 45 Metern auf und wird von einem achteckigen Spitzhelm aus buntglasierten Schindeln gekrönt.
Die Ausstattung der heute eingefriedeten Saalkirche wurde am Ende des 18. Jahrhunderts im Markgrafenstil umgestaltet.
Die aus dem 14. Jahrhundert vermutete Glocke ist 240 kg schwer, eine weitere von 1878 weist 660 kg auf; die beiden anderen Glocken von 1921 haben ein Gewicht von 325 bzw. 1.100 Kilogramm.